# John Paul Ruttan
John Paul Ruttan (Toronto, 12 maggio 2001) è un attore canadese.
Ha vinto uno Young Artist Award nel 2015 per la sua performance nel film RoboCop.

## Biografia
Ruttan è nato a Toronto, la sua carriera ha inizio a 6 anni, nella pubblicità di un giocattolo. Negli anni successivi ha preso parte ad alcuni show televisivi, tra cui Rick Mercer Report nel 2008 e Doodlebops Rockin' Road Show nel 2009. Sempre nel 2009 è comparso nelle serie televisive I misteri di Murdoch, The Listener e nel 2010 in Degrassi: The Next Generation.
Le sue prime partecipazioni a lungometraggi per la televisione risalgono al 2008 in Il destino dei Kissels e La vigilia per farli conoscere. La sua prima esperienza cinematografica è stata in Defendor al fianco di Woody Harrelson nel 2009. Nel 2010 ha recitato nel suo primo cortometraggio Ninety-one. Nel 2012 è apparso nel film Una spia non basta al fianco di Tom Hardy, Reese Witherspoon e Chris Pine. Questa interpretazione gli ha valso una candidatura agli Young Artist Awards 2013 come miglior giovane attore non protagonista di dieci anni o meno in un film.
Nel 2013 ha recitato nel techno-thriller I'll Follow You Down ed ha preso parte ad alcune serie televisive, tra cui The L.A. Complex e Lost Girl. Nell'anno successivo ha avuto un ruolo nel film RoboCop al fianco di Joel Kinnaman e Abbie Cornish. Per questa sua interpretazione ha conquistato il premio Young Artist Award come miglior giovane attore cinematografico non protagonista. Nel 2015 è comparso un'altra volta nella serie I misteri di Murdoch, questa volta vestendo i panni di una giovane versione del protagonista William Murdoch.

## Filmografia

### Cinema
- Defendor, regia di Peter Stebbings (2009)
- Una spia non basta (This Means War), regia di McG (2010)
- I'll Follow You Down, regia di Richie Mehta (2013)
- RoboCop, regia di José Padilha (2014)
- Shelby - Il cane che salvò il Natale (Shelby), regia di Brian K. Roberts (2014)
- Against the Wild 2 - Viaggio attraverso il Serengeti (Against the Wild 2: Survive the Serengeti), regia di Richard Boddington (2016)

### Cortometraggi
- Ninety-one, regia di Jill Carter (2010)
- Love, Jennifer P., regia di Taso Alexander (2013)

### Televisione
- Rick Mercer Report - serie TV, episodio 6x01 (2008)
- Il destino dei Kissels (The Two Mr. Kissels), regia di Ed Bianchi - film TV (2008)
- La vigilia per farli conoscere (Will you Merry Me?), regia di Nisha Ganatra - film TV (2008)
- The Listener - serie TV, episodio 1x11 (2009)
- Doodlebops Rockin' Road Show - serie TV, episodio 1x25 (2009)
- Degrassi: The Next Generation - serie TV, episodio 9x09 (2010)
- The L.A. Complex - serie TV, episodio 2x04 (2012)
- Royal Canadian Air Farce - serie TV (2012-2013)
- Backpackers - serie TV, episodi 1x03-1x04 (2013)
- Lost Girl - serie TV, episodio 3x11 (2013)
- I misteri di Murdoch (Murdoch Mysteries) - serie TV, episodi 2x01-8x15-9x07 (2009-2015)
- Saving Hope - serie TV, episodio 3x06-4x11-5x16 (2014-2017)

## Riconoscimenti
- 2012 – Young Artist Awards[20]
  - Candidatura alla la Miglior voce fuori campo – giovane attore per Doodlebops Rockin' Road Show
- 2013 – Young Artist Awards
  - Candidatura come Miglior giovane attore non protagonista di dieci anni di età o meno in un film per Una spia non basta
- 2015 – Young Artist Awards
  - Miglior giovane attore non protagonista in un film per RoboCop
  - Candidatura come Miglior giovane attore guest star di anni 11-14 in una serie televisiva per Saving Hope
  - Candidatura alla Miglior performance in un film DVD per Shelby – Il cane che salvò il Natale
- 2016 – Young Artist Awards[21]
  - Candidatura come Miglior giovane attore in un film DVD per Shelby: A Magical Holiday Tail

## Doppiatori italiani
Nelle versioni in italiano delle opere in cui ha recitato, John Paul Ruttan è stato doppiato da:
- Leonardo Della Bianca in Una spia non basta, RoboCop
- Lorenzo D'Agata in Shelby - Il cane che salvò il Natale
- Alessandra Cerruti in Against the Wild 2 - Viaggio attraverso il Serengeti